# Турянин Роман Федорович
Роман Федорович Турянин (5 травня 1970, Мукачеве)  — український співак, тенор, Заслужений артист України (08.11.2017), учасник вокальної формації Піккардійська терція. Син музиканта Федора Турянина.
Одружений. Дружина — Надія, скрипалька; мають п'ятьох дітей.